# Sulfachinossalina
La sulfachinossalina è un agente antiprotozoario utilizzato per la cura della coccidiosi che colpisce gli animali delle specie zootecniche (in special modo polli, tacchini, e avicoli in generale, conigli ma anche bestiame) e la cacciagione (fagiani, quaglie, colombi ecc...).
Può trovare impiego zootecnico anche per il trattamento della febbre tifoide e del colera aviare e nel trattamento di alcuni tipi di enterite.

## Caratteristiche
La sulfachinossalina è un sulfamidico il cui meccanismo di azione rispecchia quello della categoria a cui appartiene. Infatti il nucleo base attivo, componente comune a tutti i sulfamidici, è la "sulfanilamide", struttura che, sostituendosi a quella dell'acido paraaminobenzoico (PABA) nel momento in cui esso viene incorporato da parte dei germi, impedisce la combinazione del PAB stesso con il 2-amino-4-idrossi-7,8-diidrossi-pteridina-6-metanolo (molecola precursore dell'acido folico). L'acido folico ed il suo derivato, l'acido folinico (fattore citrovorum) sono fattori di crescita interessati al metabolismo delle purine e delle pirimidine (componenti del DNA e RNA) ed al metabolismo degli amminoacidi (biosintesi delle proteine).
La sulfachinossalina è un farmaco di tipo sintetico. Chimicamente è un solfonammide, ossia contiene nella struttura chimica un gruppo composto da un atomo di zolfo di valenza 6, doppiamente ossidato con ossigeno ed un legame con un atomo d'azoto amminico. Lo spettro di attività del medicinale è specificatamente mirato sulle Coccidiosi, Bordetella e Clostridium. Il medicinale, una volta assunto per via orale, viene rapidamente assorbito dall'intestino (raggiunge la sua massima concentrazione nel sangue dopo circa 4 ore) e da qui viene distribuito in tutti i tessuti. La sulfachinossalina viene in gran parte acetilata nel fegato, mentre la restante quota immodificata viene principalmente eliminata tramite i reni.

## Usi e controindicazioni
Nei polli da carne (escluso galline che producono uova destinate al consumo umano) agisce per contrastare enteriti batteriche, coccidiosi. Nei conigli: coccidiosi, salmonellosi.
Non somministrare per un periodo di tempo prolungato. Non somministrare ad animali sensibili ai sulfamidici o ad animali con affezioni renali. Si possono verificare casi di anafilassi in soggetti sensibilizzati. 
- Tempi di sospensione: variano in base alla specie e alla destinazione dell'animale. Carni: polli da carne 35 giorni, conigli 22 giorni. Uova: vietato per legge trattare galline ovaiole che producono uova per il consumo umano. Questo perché questo sulfamidico viene trasportato in tutti i tessuti e zone del corpo, andando a contaminare (o presumendo fortemente che lo faccia) uova e latte, oltre che carne, per un limitato periodo di tempo.

Evitare la somministrazione in acque eccessivamente acide. Da non applicare agli animali destinati alla produzione di latte e uova per il consumo umano.